# Abutilon theophrasti

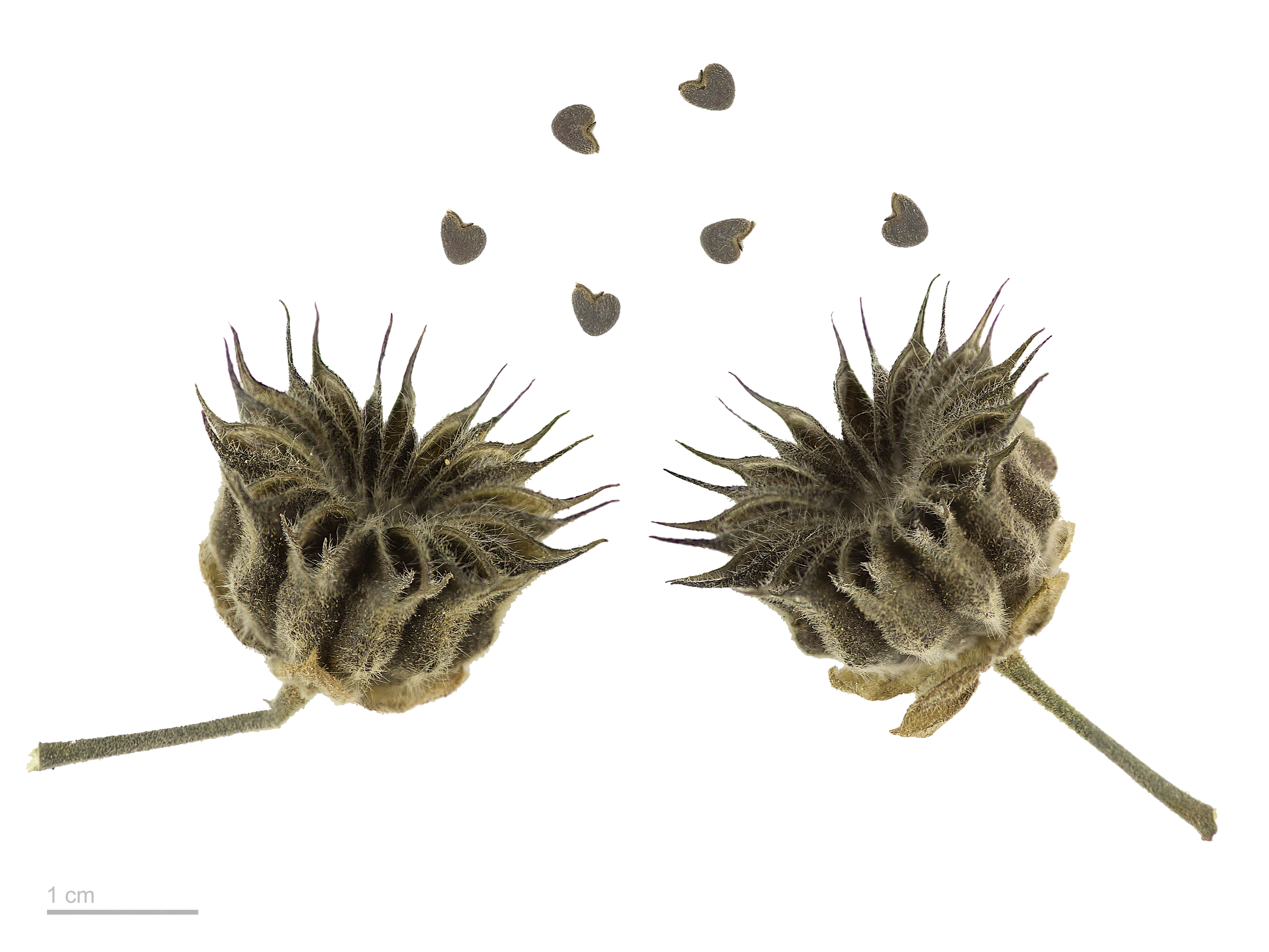
Abutilon theophrasti

Abutilon theophrasti, denumire populara:	Teișor. Face parte din familia Malvaceae
Buruiana anuala care se inmulteste prin seminte, cu radacina pivotanta. Prefera solurile umede, bogate in sustante nutritive, in zonele cu climat cald.
Epoca de germinare-Primavara.
Cotiledoane-Invers cordate la varf, cu petiol lung, forma cordata la insertia petiolului, culoare verde deschis.
Frunzele adevarate-Forma cordata lata, baza frunzei cordata, cu petiol lung, marginea frunzei fin dantelata.
Tulpina-Erecta, catifelata, deseori neramificata, cu inaltime pana la 100–200 cm.
Floarea-Galbena, singura sau in grupuri mici, la petiolul frunzelor.
Perioada de inflorire-Vara.
Seminte pe planta-100-200.